# Catharus occidentalis
Catharus occidentalis е вид птица от семейство Turdidae.

## Разпространение
Видът е разпространен в Мексико.